# Gyulai járás
A Gyulai járás Békés vármegyéhez tartozó járás Magyarországon, amely 2013-ban jött létre. Székhelye Gyula. Területe 413,22 km², népessége 42 264 fő, népsűrűsége 102 fő/km² volt a 2012. évi adatok szerint. Két város (Gyula és Elek) és 2 község tartozik hozzá.
A Gyulai járás a járások 1983-as megszüntetése előtt is mindvégig létezett, és székhelye az állandó járási székhelyek kijelölése (1886) óta végig Gyula volt.

## Települései
| Település  | Rang (2013. július 15.) | Kistérség (2013. január 1.) | Népesség (2012. január 1.) | Terület (km²) |
| ---------- | ----------------------- | --------------------------- | -------------------------- | ------------- |
| Gyula      | járásszékhely város     | Gyulai                      | 31 679                     | 255,8         |
| Elek       | város                   | Gyulai                      | 4 816                      | 54,91         |
| Kétegyháza | nagyközség              | Gyulai                      | 4 007                      | 50,49         |
| Lőkösháza  | község                  | Gyulai                      | 1 762                      | 52,02         |